# Malkangiri (huyện)
Huyện Malkangiri là một huyện thuộc bang Odisha, Ấn Độ. Thủ phủ huyện Malkangiri đóng ở Malkangiri. Huyện Malkangiri có diện tích 6115 ki lô mét vuông. Đến thời điểm năm 2001, huyện Malkangiri có dân số 480232 người.